# Leudalmuseum

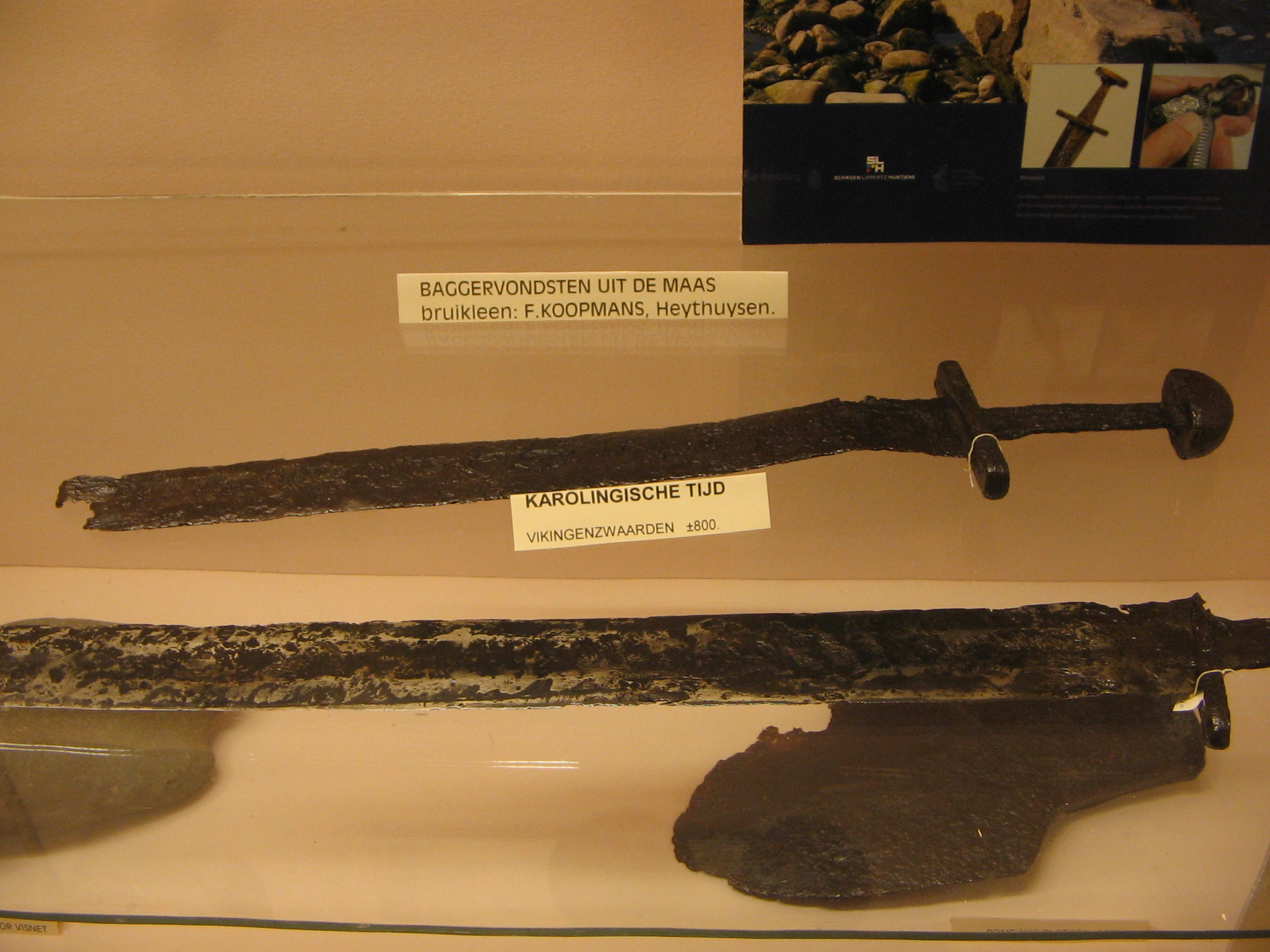
Vikingzwaarden in het Leudalmuseum

Het Leudalmuseum is een streekmuseum nabij het Limburgse dorp Haelen.
Het museum bevindt zich in de Sint-Elisabethshoeve aan de Roggelse Weg 58, gelegen in het natuurgebied Leudal.
De vaste verzameling omvat vier deelgebieden:
- Planten- en dierenwereld met onder meer een dassenburcht,
- Archeologische voorwerpen, van de steentijd tot de Merovingische tijd (4e-8e eeuw), waaronder enige zwaarden,
- Heemkundige verzameling, met huishoudelijke voorwerpen, voorwerpen uit het verenigingsleven {schutterij) en dergelijke,
- Geschiedenis van het Leudal ten tijde van de Tweede Wereldoorlog

Er worden ook tijdelijke tentoonstellingen ingericht.
In hetzelfde gebouw is het bezoekerscentrum van het natuurgebied, en een restaurant, gevestigd.